# Omolabus bolovicus
Omolabus bolovicus es una especie de coleóptero de la familia Attelabidae.

## Distribución geográfica
Habita en Bolivia.